# Освин Гролиг
Освин Гролиг (на немски: Oswin Grolig) е германски офицер служил в Първата и Втората световна война.

## Живот и кариера
Освин Гролиг е роден на 6 януари 1894 г. в Алтона, Германска империя.
През 1913 г. постъпва в армията като фаненюнкер. През 1914 г. е произведен в чин лейтенант от 11-и хусарски полк и участва в Първата световна война.
Между двете световни войни служи в Райхсвера, където командва различни кавалерийски и разузвателни формирования.
Между 1938 и 1940 г. е командир на 8-и разузнавателен батальон с ранг Оберстлейтенант. На 24 юли 1940 г. поема командването на 33-ти стрелкови полк, на 15 февруари 1942 г. на 1-ва стрелкова бригада, а на 5 юли 1942 г. 1-ва танково-грендариска бригада. Поставен е в резерва на 15 декември 1942 г. Извикан е обратно през септември 1943 г. и поема ръководството на Второ танково училище в Крампниц. В периода 15 януари – 8 март 1944 г. командва 21-ва танкова дивизия. След това между 6 март и 25 май 1944 г. ръководи 78-и армейски корпус. На 1 юни 1944 г. поема командването на 25-а танкова дивизия.
Умира при злополука край Лицманщат на 18 август 1944 г.

## Дати на произвеждане в звание
- Оберст – 1 януари 1941 г.
- Генерал-майор – 1 ноември 1943 г.

## Награди
- Германски орден „Железен кръст“ (1914) – II (?) и I степен (?)
- Сребърни пластинки към ордена Железен кръст (?) – II (?) и I степен (?)
- Златен Германски кръст – 2 януари 1942 г.[2]